# AOMG
AOMG ist ein südkoreanisches Hip-Hop-Label, welches von dem Sänger und Rapper Jay Park im Jahr 2013 gegründet wurde. AOMG steht für Above Ordinary Music Group.

## Geschichte
Above Ordinary Music Group (AOMG) ist ein bekanntes koreanisches Hip-Hop-Label, das aus der in Seattle ansässigen B-Boying-Gruppe Art of Movement stammt, der Jay Park 2003 mit Mitgliedern wie Dial Tone, Junior und Cha Cha Malone beigetreten ist. Jay Park gründete AOMG Ende September 2013 und unterzeichnete zunächst den Komponisten Jun Goon, den Sänger und Produzenten Gray, sowie Cha Cha Malone, einen Produzenten und Tänzer der Tanzcrew Art of Movement von Jay Park. Die Launchparty des Labels fand am 10. Oktober 2013 im The A in Seoul mit Ben Baller als Moderator statt. Im selben Monat veröffentlichte das Label sein erstes Album, Gray's Mini-Album, Call Me Gray.
Die Künstler Elo, Loco, Ugly Duck, DJ Wegun, DJ Pumkin und Hoody stießen in den nächsten zwei Jahren zu AOMG.
Im März 2014 gab Simon Dominic bekannt, dass er einige Monate nach seinem Ausscheiden von seinem früheren Label Amoeba Culture als Co-CEO zu AOMG gestoßen war.
Im Januar 2016 gab das südkoreanische Medienunternehmen CJ E & M bekannt, eine strategische Partnerschaft mit AOMG geschlossen zu haben. CJ E & M sagte in einer Erklärung, dass es AOMG bei Vertrieb und Marketing „unterstützen“ werde, während AOMG weiterhin seine Musik kontrollieren werde.
Im August 2019 wurde AOMGs erste Hip-Hop-Audition-Show Signhere auf MBN ausgestrahlt.

## Wichtige Personen
- Jay Park (Gründer und CEO)
- DJ Pumkin (Co-CEO seit 2018)
- Simon Dominic (Ehemaliger Co-CEO, 2014–2018)

## Künstler
- Cha Cha Malone
- DJ Wegun
- DJ Pumkin
- Elo
- Gray
- Hoody
- Jay Park
- Loco
- Simon Dominic
- Ugly Duck
- Woo Won Jae
- Chan Sung Jun
- Punchnello
- Junior Chef
- sogumm
- chloe devita
- Code Kunst
- Lee Hi
- Yugyeom[7]